# Neoraimondia
Neoraimondia Britton & Rose – rodzaj sukulentów z rodziny kaktusowatych (Cactaceae). Rodzaj liczy 2 gatunki występujące w Peru i Boliwii. 

## Systematyka
Synonimy
Neocardenasia Backeb.
Pozycja systematyczna według APweb (aktualizowany system APG III z 2009)
Należy do rodziny kaktusowatych (Cactaceae) Juss., która jest jednym z kladów w obrębie rzędu goździkowców (Caryophyllales)  i klasy roślin okrytonasiennych. W obrębie kaktusowatych należy do plemienia Browningieae, podrodziny Cactoideae.
Pozycja w systemie Reveala (1993-1999)
Gromada okrytonasienne (Magnoliophyta Cronquist), podgromada Magnoliophytina Frohne & U. Jensen ex Reveal, klasa Rosopsida Batsch, podklasa goździkowe (Caryophyllidae Takht.), nadrząd  Caryophyllanae Takht.,  rząd goździkowce (Caryophyllales Perleb), podrząd Cactineae Bessey in C.K. Adams, rodzina kaktusowate (Cactaceae Juss.), rodzaj Neoraimondia Britton & Rose.
Gatunki
- Neoraimondia arequipensis Backeb.
- Neoraimondia herzogiana (Backeb.) Buxb.

## Pochodzenie nazwy
Nazwa Neoraimondia herzogiana pochodzi od nazwiska Antonio Raimondi, urodzonego we Włoszech peruwiańskiego geografa i naukowca.

## Morfologia
Areole kaktusów z rodzaju Neoraimondia wytwarzają nowe ciernie i kwiaty wielokrotnie, co roku. Jest to nietypowe dla rodziny kaktusowatych. Skupiska cierni stają się w ten sposób każdego roku coraz dłuższe. Areole są długie, podczas gdy u większości kaktusów drobne.